# Opus reticulatum
Pour les articles homonymes, voir Opus et reticulatum.
L’opus reticulatum (« appareil en filet ») est un parement de mur antique fait de petits moellons de section carrée (environ 15 × 15 cm) dont la disposition, à 45° de l'horizontale, évoque un filet de pêche. La partie intérieure de ces moellons était souvent taillée en biseau pour une meilleure insertion dans le mortier, leur donnant une forme de petites pyramides tronquées.
Il existait plusieurs cas particuliers : appareil réticulé polychrome, appareil réticulé à dessins, opus quasi reticulatum (lorsque la disposition des pierres est irrégulière et ne dessine pas un réseau bien tracé).
Certaines réalisations variaient la nature des pierres pour obtenir des motifs de couleurs alternées.
Cet appareil se développe surtout dans l'architecture romaine antique. Au cours du Ier siècle av. J.-C., la disposition du parement en mailles de filet se perfectionne et mérite vraiment le nom d'opus reticulatum. Cet appareil reste très en vogue jusqu'à la fin de la dynastie julio-claudienne (en 69) mais perdure ensuite bien plus tard (comme à la villa Hadriana, construite de 118 à 138 de notre ère). Il se perpétue dans l'architecture paléochrétienne puis dans l'art préroman du Haut Moyen Âge, comme dans l'architecture carolingienne. Comme d'autres techniques antiques, on le retrouve encore assez fréquemment un peu partout en Europe dans l'architecture romane des XIe et XIIe siècles, parfois sous forme d'imitation en relief comme dans l'architecture normande.

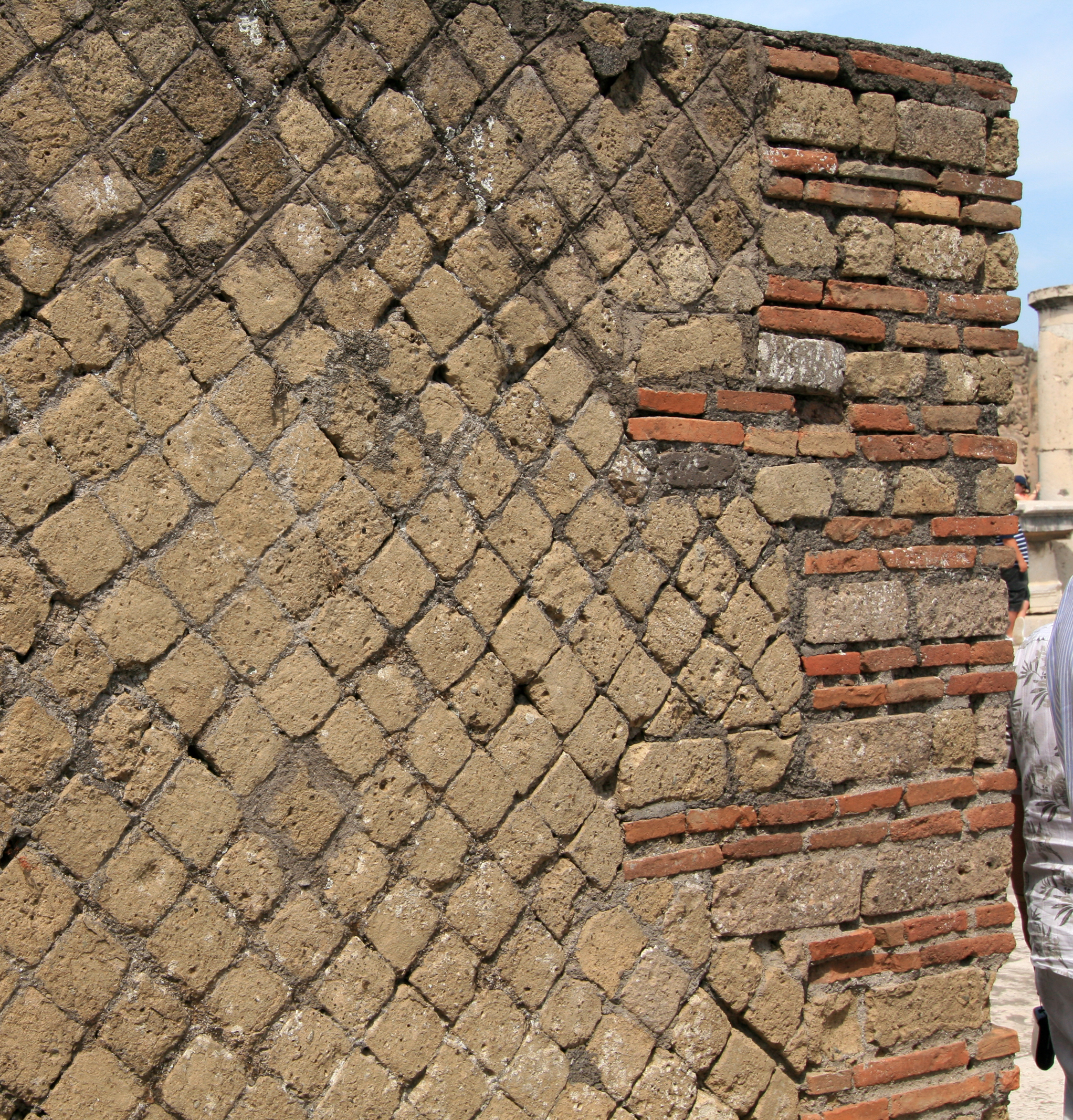
Un mur à Pompéi.
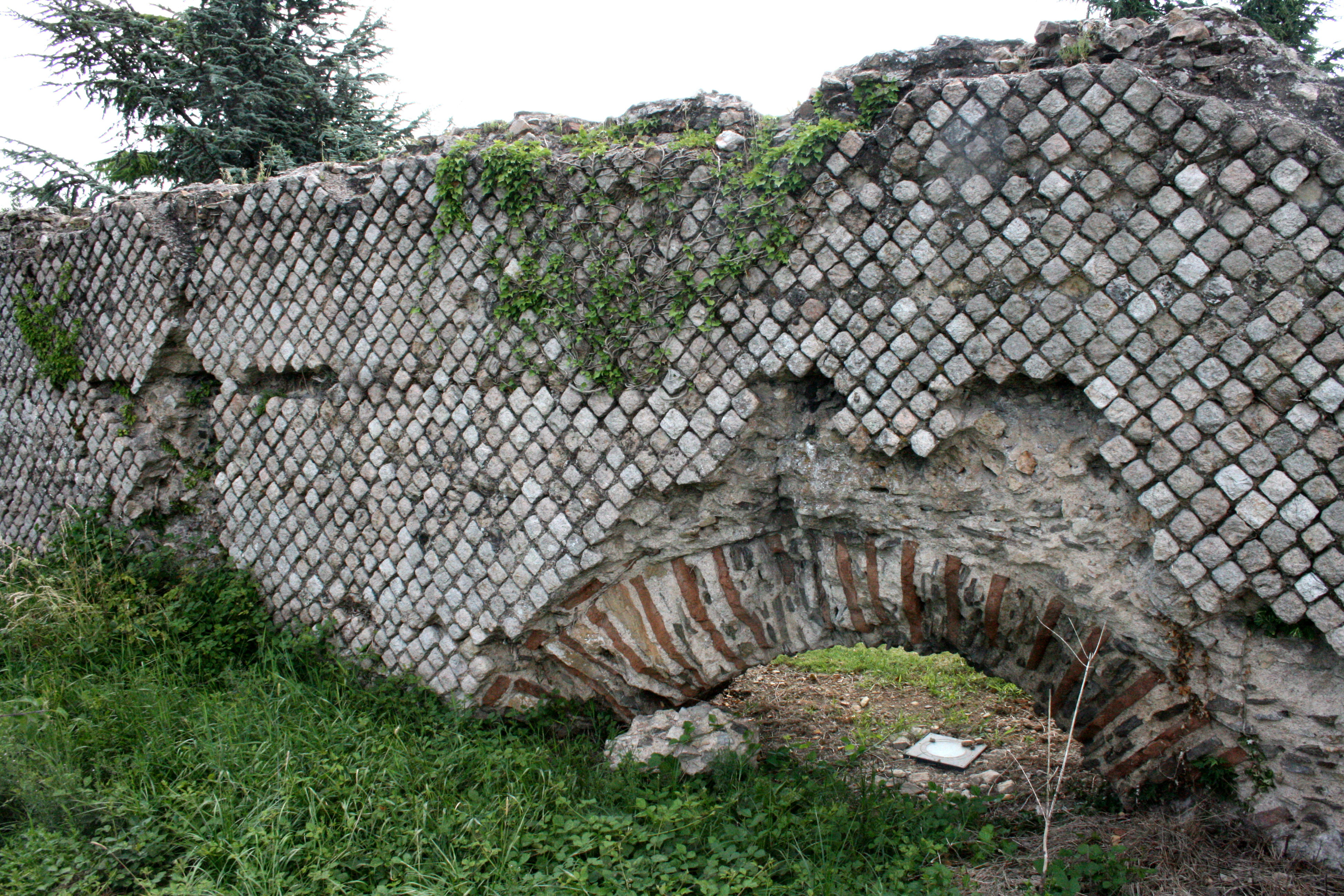
Commune de Soucieu-en-Jarrest. Ruines de l'aqueduc romain du Gier (Ier siècle) qui fournissait la ville de Lyon en eau.
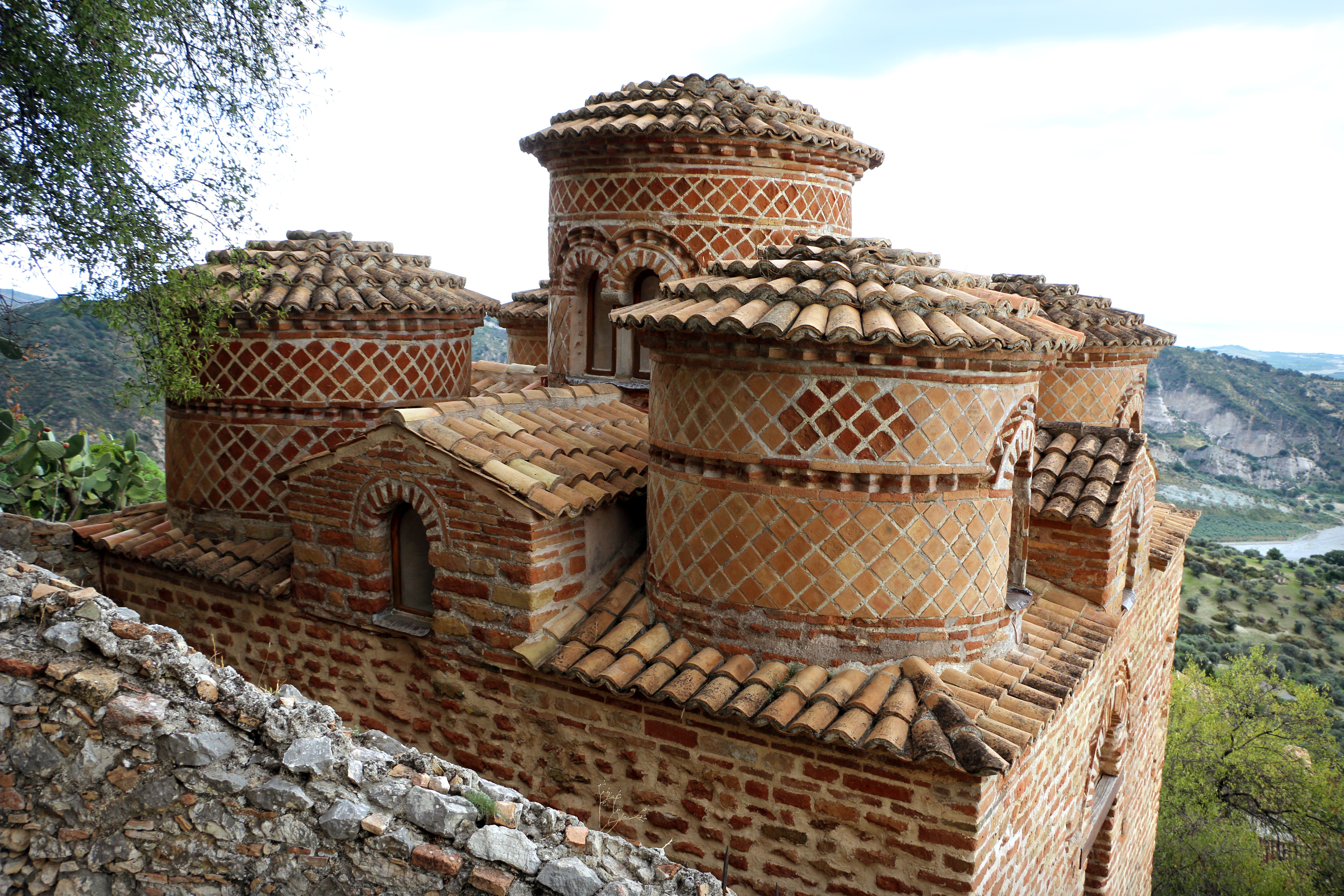
Opus reticulatum byzantin en terre cuite, Cattolica de Stilo, Italie, IXe – Xe siècle.
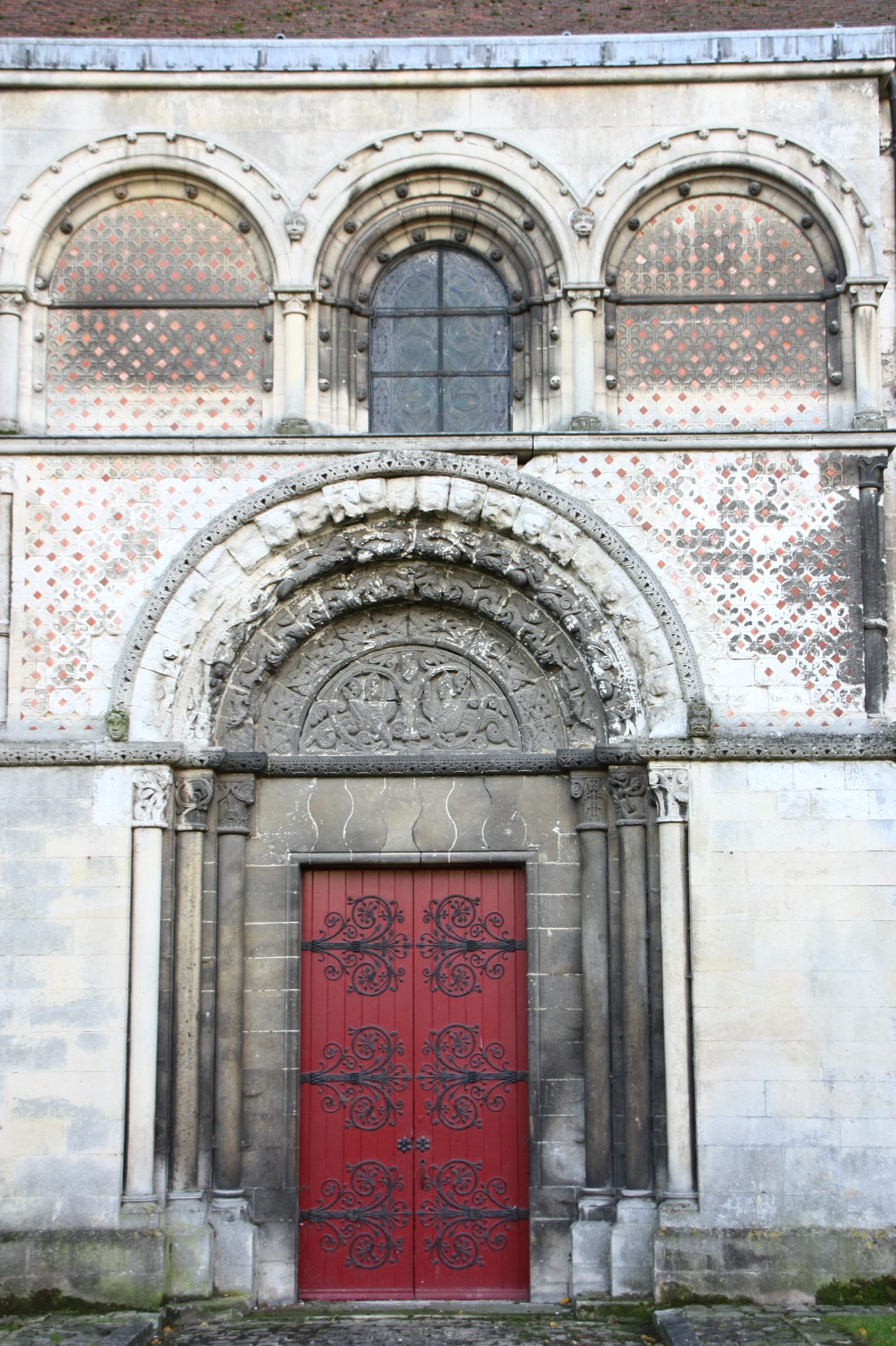
Décor roman dérivé de l'opus reticulatum, église Saint-Étienne de Beauvais, XIIe siècle.